# Alexandr Iljič Jegorov
Alexandr Iljič Jegorov (rusky Александр Илйич Егоров; 13. říjnajul./ 25. října 1883greg. 1883, Buzuluk – 23. února 1939, Moskva) byl sovětský armádní velitel a oběť stalinských čistek.

## Životopis

### Mládí a působení v carské armádě
Alexandr Jegorov se narodil blízko Samary do rodiny sedláka. V roce 1901 vstoupil do carské armády a v roce 1905 získal kvalifikaci důstojníka. V roce 1904 se stal členem strany socialistů-revolucionářů. Během první světové války se stal plukovníkem a byl pětkrát zraněn. Po bolševické revoluci vstoupil do Rudé armády.

### Rudoarmějec
Během občanské války byl Jegorov velitelem jižního frontu a hrál důležitou roli v obležení bílých sil během orelsko-kromské operace na Ukrajině (účastnil se zejména bojů o Samaru a Caricyn). V roce 1920 se Jegorov účastnil polsko-sovětské války. V této válce s ním spolupracovali Michail Tuchačevskij i Semjon Buďonnyj.
V letech 1925–26 působil Jegorov jako velitel Běloruského vojenského okruhu. V roce 1931 se stal zastupujícím lidovým komisařem vojenství a námořnictva. V roce 1934 se stal kandidátem ústředního výboru. Roku 1935 se stal prvním náčelníkem generálního štábu.

### Pád
V roce 1935 se Jegorov stal jedním z pěti prvních maršálů SSSR. Díky svým starým spojením se Stalinem a Buďonným se Jegorov mylně domníval, že se ho probíhající čistky v armádě nedotknou. Dokonce byl jedním ze soudců v Tuchačevského procesu v červnu 1937. Celé to však byla mlžná kamufláž. Jegorov byl degradován, roku 1938 zatčen a spisy, které napsal, byly zakázané.
Jegorov zemřel ve vězení v únoru 1939, byl zastřelen ve své cele. Některé sovětské zdroje uváděly jeho smrt až na rok 1941. Jeho popel je uložen na Novém donském hřbitově v Moskvě, kde jsou pohřbeny i některé další oběti represí (Bljucher, Tuchačevskij, Uborevič, Jakir a jiní).
Později byl Nikitou Chruščovem rehabilitován.